# Bitwa pod Filipowem (1920)
Bitwa pod Filipowem – część wielkiej bitwy nad Autą. Walki polskiego  167 pułku piechoty  kpt. Władysława Langnera z sowiecką 16 Dywizją Strzelców i częścią 33 Dywizji Strzelców w czasie lipcowej ofensywy Frontu Zachodniego Michaiła Tuchaczewskiego w okresie wojny polsko-
bolszewickiej.

## Położenie wojsk przed bitwą
Wojsko Polskie
Front Północno-Wschodni gen. Stanisława Szeptyckiego w składzie 1. i 4 Armia dysponujący około 70 tys. żołnierzami i 460 działami. 
Ugrupowanie obronne
1 Armia gen. Gustawa Zygadłowicza dysponowała 34 000 żołnierzy i 186 działami. Ugrupowana była w sposób następujący: 
- na lewym skrzydle, w przesmyku między Dźwiną i jeziorem Jelnia rozwinęła się grupa ppłk. Jerzego Sawa-Sawickiego w składzie 33 pułk piechoty, dywizjon 18 pułku ułanów i 3 baterie artylerii;
- grupa gen. Lucjana Żeligowskiego w składzie 8. i 10 Dywizja Piechoty broniła się w centrum ugrupowania i osłaniała kierunek Hermanowicze - Wilno;
- prawe skrzydło armii stanowiła grupa gen. Władysława Jędrzejewskiego w składzie 7 Brygada Rezerwowa i IX Brygada Piechoty.

Na południe od linii kolejowej Połock – Mołodeczno zajmowała stanowiska 4 Armii gen. Szeptyckiego. Jej północne skrzydło tworzyła grupa gen. Jana Rządkowskiego w składzie: 1 Dywizja Litewsko–Białoruska i 11 Dywizja Piechoty.
Armia Czerwona
Front Zachodni Michaiła Tuchaczewskiego liczył około 150–160 tys. żołnierzy i 772 działa
Plan natarcia
Plan Tuchaczewskiego zakładał dwustronne oskrzydlenie polskiej 1 Armii gen. Zygadłowicza, okrążenie jej i zniszczenie w rejonie Łużki – Głębokie. 
W tym celu:
- 4 Armia Jewgienija Siergiejewa w składzie 12., 18. i 3 Dywizja Strzelców oraz 164 BS  z III Korpusem Kawalerii Gaja w składzie 10. i 15 DK miała nacierać między Dźwiną a Dzisną, przez Dryhucze – Szarkowszczyznę – Hermanowicze i rozbić lewe skrzydło polskiej 1 Armii.
- 3 Armia Władimira Łazarewicza w składzie 5., 6., 21. i  56 Dywizja Strzelców otrzymała zadanie uderzyć od południa przez Dokszyce –Parafianowo i rozbić prawe skrzydło wojsk gen. Zygadłowicza.
- 15 Armia Augusta Korka w składzie 4., 11., 15., 16., 33. i 54 Dywizja Strzelców miała wykonać w centrum uderzenie pomocnicze, wiązać oddziały polskie walką i uniemożliwić przerzucenie odwodów na zagrożone skrzydła[2][9].
- 16 Armia miała sforsować Berezynę z 5 na 6 lipca  i nacierać w kierunku Ihumenia[3].

Całością sił uderzeniowych dowodził dowódca Frontu Zachodniego Michaił Tuchaczewski.

## Przebieg bitwy
22 czerwca 1920 167 pułk piechoty  obsadził III i IV batalionem odcinek frontu nad Autą od wsi Szczełkuny do wsi Tupiczyno. Stanowiska polskie składały się z okopów na wzgórzach na zachodnim brzegu Auty, częściowo osłoniętych zasiekami z drutu kolczastego. Druga linia obrony, przygotowywana dopiero przez saperów, biegła w odległości 2,5 km od rzeki. Pierwszą linię obsadził III batalion por. Bończyka wzmocniony kompanią IV batalionu. Nad samym brzegiem Auty rozmieszczone zostały placówki z karabinami maszynowymi. W odwodzie pozostawał IV batalion. I batalion pułku stanowił odwód VII Brygady Rezerwowej, a II batalion został wcześniej rozwiązany po stratach poniesionych w walkach nad Berezyną. Obronę wspierały 3 i 9 baterie 8 pułku artylerii polowej. Na lewym skrzydle pułk sąsiadował ze 159 pułkiem piechoty, na prawym z oddziałami IX Brygady Piechoty.
4 lipca 1920 wojska Frontu Zachodniego Michaiła Tuchaczewskiego rozpoczęły natarcie. Artyleria sowieckiej 15 Armii zniszczyła zasieki przed okopami 167 pułku piechoty, a sowiecka piechota parła do przodu, nie zważając na straty. Po trzech godzinach walk 9 i 12 kompania przeszły do działań opóźniających w kierunku Filipowa. Wykonywano też kontrataki. W czasie walk ciężko ranny został dowódca III batalionu, por. Augustyn Bańczyk, śmiertelną ranę otrzymał dowódca 9. kompanii, ppor. Stanisław Sztulpa, a dowódca 12. kompanii, chor. Franciszek Wawrok zaginął. Dowodzenie pododdziałami przejęli podoficerowie.
Jeszcze przed południem oddziały 16 Dywizji Strzelców opanowały Filipowo. Wykonujące kontratak odwodowe kompanie IV batalionu zaległy w silnym ogniu przeciwnika. Sukces odniosła na lewym skrzydle tylko 16 kompania. Odzyskała nawet fragment pierwszej linii obrony. Jednak w prawe skrzydło pułku uderzyła 33 Dywizja Strzelców, która wcześniej zepchnęła na zachód polską IX Brygadę Piechoty i doszła do stanowisk baterii 8 pułku artylerii polowej. Do walki włączyli się wszyscy żołnierze. Bił się pluton łączności, gońcy i oficerowie dowództwa pułku. Dzięki temu umożliwiono bateriom odwrót za Mniutę.
O 13.00 kpt. Langner wydał rozkaz odwrotu, a osłaniała 16 kompanii pchor. Witolda Obidowicza. Oddział osłony niemal w całości wyginął, a ciężko rannego pchor. Obidowicza uratował przed dobiciem sowiecki dowódca dywizjonu artylerii 16 Dywizji Strzelców. Wieczorem pozostałości 167 pułku piechoty zajęły stanowiska nad Mniutą.

## Bilans walk
167 pułk piechoty przez cały dzień skutecznie opóźniał marsz 16 Dywizji Strzelców. Po siedemnastu godzinach walki sowiecka dywizja przesunęła się jedynie o około 6 kilometrów w głąb ugrupowania wojsk polskich. Pułk przypłacił to jednak wysokimi stratami. Stracił 60% stanu osobowego i 24 z 35 ciężkich karabinów maszynowych. Straty sowieckie nieznane.